# نيمانيا فيديتش
نيمانيا فيديتش (  بالصربية : Nemanga Vidić ) وهو لاعب كرة قدم صربي من مواليد ( 21 اكتوبر 1981 يوزايس ، صربيا ) بدأ مسيرته الكروية مع نادي سبارتاك سوبوتيكا في موسم 2000 / 2001 ، ولعب معهم 27 مباراة وسجل 6 أهداف ، وفي عام 2001 انتقل إلى نادي النجم الأحمر ، ولعب معهم حتى عام 2004 ، وشارك معهم في 67 مباراة وسجل 12 هدف ، وفي موسم 2004/2005 انتقل إلى نادي سبارتاك موسكو الروسي ، ولعب معهم 39 مباراة وسجل 4 أهداف ، وفي عام 2006 انتقل إلى نادي مانشستر يونايتد الإنجليزي وعام 2014 انتقل إلى نادي انتر ميلان الإيطالي .

## نبذة عامّة
كان نيمانيا فيديتش متميزا خلال موسم 2007/2008‘ حيث كان التشكيل الذي اشتمل على الصربيين فيديتش مع شريكه ريو فردناند في قلب دفاع فريق الشياطين الحمر هو المفتاح السحري للنجاح المزدوج الذي حققه فريق اليونايتيد.
كان موسم 2008/09 هو أفضل مواسم النجم الصربي نيمانيا فيديتش مع يونايتيد، وهي الحقيقة التي اعترف بها زملاؤه في الفريق قبل أي شخص آخر، حيث إنهم قد اختاروه كأحسن لاعب في الفريق طوال هذا الموسم.
كما كان أيضًا اختيار الجماهير، والتي أهدته لقب جائزة السير مات بازبي لأفضل لاعب في الفريق تقديرًا لمجهوداته التي بذلها طوال الموسم.
وقد استحق هذا النجم الدولي تلك الألقاب عن جدارة واستحقاق، كما أنه قد حصل على مكافأته عندما ساعد الفريق في الفوز بلقب الدوري الإنجليزي الممتاز الثامن عشر وكأس العالم للأندية وكذلك كاس كارلينج.
وتأكيدًا لتلك الحقيقة ‘ فقد أصبح فيديتش بأدائه أفضل لاعب في المباراة النهائي لدوري الأبطال، فقد أحكم فيديتش السيطرة على لاعب فريق تشلسي الخطير ديديه دروجبة بحيث لم يستطع اللاعب العاجي ذو الضربات الموفقة سوى تسديد كرة واحدة نحو المرمى أثناء مباراة مسائية اتسمت بالتوتر في موسكو.
وقد ساعد فيديتش فريق اليونايتيد في مواجهة «العظماء الأربعة»، حيث ساعد على الحفاظ على شبكة الفريق نظيفة أمام فريقي تشلسي وليفربول أثناء زيارتهم لأولد ترافورد وأيضًا أمام فريق الأرسنال في كأس الاتحاد الإنجليزي. أدرك زملاء فيديتش المحترفون الموهبة التي يتمتع بها وتم اختياره ذلك العام ضمن قائمة منتخب الاتحاد الإنجليزي للموسم الثاني على التوالي.
فيديتش اللاعب طويل البنية، رياضي الجسم وفي صلابة الصخور، ماهر في إيقاف الخصم حامل الكرة وموفق في تسديد ضربات الرأس. بدأ حياته الرياضية في نادى رد ستار بلغراد للصبية. ثم التحق ببرنامج الشباب في ذلك النادي عندما وصل إلى سن 14 عامًا. ولم يحن وقت ظهوره الأول في الفريق الأول إلا عام 2001. ومع ذلك، فقد شارك في 22 مباراة خلال موسمه الأول.
وبالطبع فقد أنهى بقاءه مع نادى رد ستار بعد مساعدته للفريق الصربي في الفوز بالدوري المحلى والكأس مرتين قبل أنتقاله إلى سبارتاك موسكو في أغسطس2004. ولم يلعب إلا 39 مباراة أحرز خلالها 4 أهداف، حتى طلبه فريق
اليونايتيد.
أعلن فريق الشياطين الحمر عن توقيع العقد مع فيديتش في يوم الاحتفال برأس السنة الميلادية عام 2005. ولكنه لم يلعب لمدة شهرين حيث انتهى الموسم الروسي. لذا، فقد استغرقت مواهبه وقتا طويلا للظهور والتألق. ولكن بعد الانتهاء من برنامج التدريب المكثف، بدأ فيديتش في استعراض قدراته.
وقد أبعدته إصابته في الترقوة في نهاية مارس2007 عن معظم مباريات البطولة التي حصل عليها اليونايتيد في ذلك الموسم، إلا أن مستوى أدائه في تلك الفترة كان قويا بما يكفى لمساعدة فريق الشياطين الحمر في الوصول إلى قمة الدوري. وكان أدائه ملهما أثناء المباريات مفعما بالحرص على أداء الواجب.
وقد واصل الصربي أداءه المتميز مما أدى إلى مد فترة التعاقد معه في عام 2007 ليحتفظ به النادي حتى عام 2012.
عقب فيديتش بعد مد التعاقد قائلا «إن اللعب ضمن هذا الفريق هو ميزة كبيرة. إنه لفريق عظيم وإنني مسرور لمد فترة إقامتي هنا. يمثل مشجعو الفريق وكل من في النادي أهمية خاصة لي. أتمنى أن أقدم كل ما أستطيع لتحقيق المزيد من الانتصارات للنادي في الأعوام القادمة».
ووفاءً بوعوده.. فقد حقق تلك الانتصارات على أرض الواقع.
وبعد أن أطلق تلك التصريحات، فلقد وفي بكل ما وعد به الجماهير، وبينما كان أداء فيدا مع الفريق معتمدًا على الصلابة الدفاعية فقط، ولكن موسم 2008/09 يشهد تطورًا كبيرًا في أداء
هذا النجم، حيث استطاع أن يشارك في بعض الأدوار الهجومية مع الفريق، وتمكن من أن يحرز بعض الأهداف الحاسمة، ولا يمكن أن ننسى هدف الفوز القاتل الذي أحرزه في الوقت الضائع أمام ساندرلاند أو هدفه الافتتاحي في مرمى تشيلسي وإنتر ميلان الإيطالي.
ويقول نيمانيا: «أحب ذلك الشعور الذي يتملكني عندما أحرز هدفًا، وذلك لأن تسجيل الأهداف ليست وظيفتي الأساسية، ولكنني أحاول أن آخذ بعض الأماكن الجيدة في الضربات الركنية، ولو صادفك الحظ، وتمكنت من إحراز أي هدف، فسوف تشعر بإحساس رائع.»
في موسم 2010/2011 تم أختياره كـ قآئد لفرقة الشياطين الحمر من قبل السير: أليكس فرغسون لثقته فيه وخلفاً لـ المدافع الإنجليزي ريو فرديناند والذي واجه الكثير من الإصابات..
وبعد هذي الثقة ذكر نيمانيا: " انه من الفخر أن يحوز على ثقة السير أليكس فرغسون في قيادة الفريق هذا الموسم، وأن يصل به نحو الأدوار النهائية من البطولات. وأيظاً قال: أنا أشعر بـ الفخر أنني كابتن لـ فريقٍ كبير وعظيم كـ اليونايتد، وما زادني شرفاً هو قيادتهم نحو البطولات..

## مسيرته الكروية
لعب نيمانيا فيديتش خلال مسيرته الاحترافية مع 5 أندية في ثمانية عشر موسمًا وسجل خلالها 38 هدفًا ضمن 367 مباراة. حيث فاز في ثلاثة مواسم بالكأس وفي سبعة مواسم بالدوري.
خاض نيمانيا فيديتش مسيرته مع نادي النجم الأحمر بلغراد في موسم 1999–00 في المرة الأولى لمدة موسم واحد ثم في موسم 2001–02 واستمر معه طيلة ثلاثة مواسم، مشاركًا طوالها في 67 مباراة سجل خلالها 12 هدفًا. ثم انتقل إلى نادي سبارتاك سوبتيتسا في موسم 2000–01 لمدة موسم واحد، حيث شارك في 27 مباراة سجل خلالها 6 أهداف. لينتقل بعدها إلى نادي سبارتاك موسكو في عامي 2004-2006 ولمدة موسمين، مشاركًا في 39 مباراة سجل خلالها 4 أهداف. ثم انتقل إلى نادي مانشستر يونايتد في موسم 2005–06 ليلعب معه تسعة مواسم، مشاركًا في 211 مباراة سجل خلالها 15 هدفًا. هذا وانتقل لاحقًا إلى نادي إنتر ميلان في موسم 2014–15 ولمدة موسمين، مشاركًا في 23 مباراة سجل خلالها هدفًا واحدًا.

## الانجازات الجماعية
- كأس العالم FIFA للأندية: 2008
- دوري أبطال أوروبا: 2007/08
- الدوري الإنجليزي الممتاز: 2006/07، 2007/2008، 2008/2009، 2010/2011
- كأس رابطة الأندية الإنجليزية: 2005/06، 2008/2009
- بطولة الدرع الخيرية: 2007، 2008 / 2010. 2011

## الانجازات الفردية
- فريق الموسم للجمعية الإنجليزية للاعبين المحترفين:2007/08، 2006/07

## اقتباسات عن اللاعب
- على لسان نيمانيا فيديتش

«ينبغي عليّ أن ألعب بكل قوتي. ففي إنجلترا نسبة 100 % فقط هي التي تفي بالغرض».
«إن اللعب لفريق اليونايتيد الذي هو أكبر نادي في إنجلترا وربما في العالم لهو شرف كبير لي».
«لدي هنا علاقات جيدة مع الزملاء – الجميع هنا يقدم لي المساعدة. أحاول فقط البقاء على الساحة وإظهار ما لدى من قدرات. إن الدوري سريع وقوى ويجب الإعداد له وهذه فرصة جيدة لي في إنجلترا».
«لفريق مانشيستر يونايتيد عدد هائل من المشجعين والنادي يمثل لي شيئا رائعًا. أتمنى أن يكون الوقت الذي أقضيه في فريق مانشيستر هو أفضل أوقات حياتي على الإطلاق».
«تلقيت عرضًا من فريق ليفربول، ولكن عندما سمعت عن عرض اليونايتيد قررت التوقيع على الفور».
«حقا لقد ساعدني ريو وويز وأنا أتعلم من كل مدافع في كيفية الدفاع».
- نيمانيا فيديتش: كما يراه الآخرون

«إنه يشبه ريو فردناند، لكن مع إضافة القليل من صفات جون تيري أيضًا».
- الصحفي الصربي زوران بانجكوفيك

«المدافعون الجيدون يجعلونك تكسب أشياء كثيرة. وهذا الرجل حقا رياضي بطبيعته. وإنك تحتاج للمدافع الجيد في المباريات وهو كذلك تماما».
- السير أليكس فيرجسون

«إنه لاعب قوى جدًا وعنيف. أعتقد أنه سيكون لاعبًا مميزًا في تاريخ الكرة الإنجليزية كما أعتقد أنه يكون شراكة مميزة مع فرديناند».
- زوران بانجكوفيك

«نيمانيا ذلك الرجل الشجاع، إنه لا يخشى أن يخاطر برأسه مثل ستيف بروس».

## وصلات خارجية
- نيمانيا فيديتش على موقع الاتحاد الدولي (مؤرشف)  (الإنجليزية)
- نيمانيا فيديتش على موقع الاتحاد الأوربي (الإنجليزية)
- نيمانيا فيديتش على موقع قاعدة بيانات كرة القدم.إي يو (الإنجليزية)
- نيمانيا فيديتش على موقع ليكيب (الفرنسية)
- نيمانيا فيديتش على موقع ناشيونال فوتبول تيمز (الإنجليزية)
- نيمانيا فيديتش على موقع Soccerbase.com (لاعب) (الإنجليزية)
- نيمانيا فيديتش على موقع Soccerway.com (الإنجليزية)
- نيمانيا فيديتش على موقع عالم كرة القدم.نت (الإنجليزية)
- نيمانيا فيديتش على موقع AS.com (الإسبانية)
- الموقع الرسمي لنادي لمانشستر يونايتد
- الموقع الرسمي لنادي لمانشستر يونايتد باللغة العربية